# Józef Regulski-Falk
Józef Franciszek Ignacy Regulski-Falk herbu Rawicz (ur. 7 października 1773 w Wielkolasie, zm. 24 lipca 1851 w Warszawie) – polski wojskowy u schyłku I Rzeczypospolitej, potem Księstwa Warszawskiego i Królestwa Kongresowego, Kawaler Cesarstwa Francuskiego.

## Życiorys

Herb Rawicz

Herb Falk

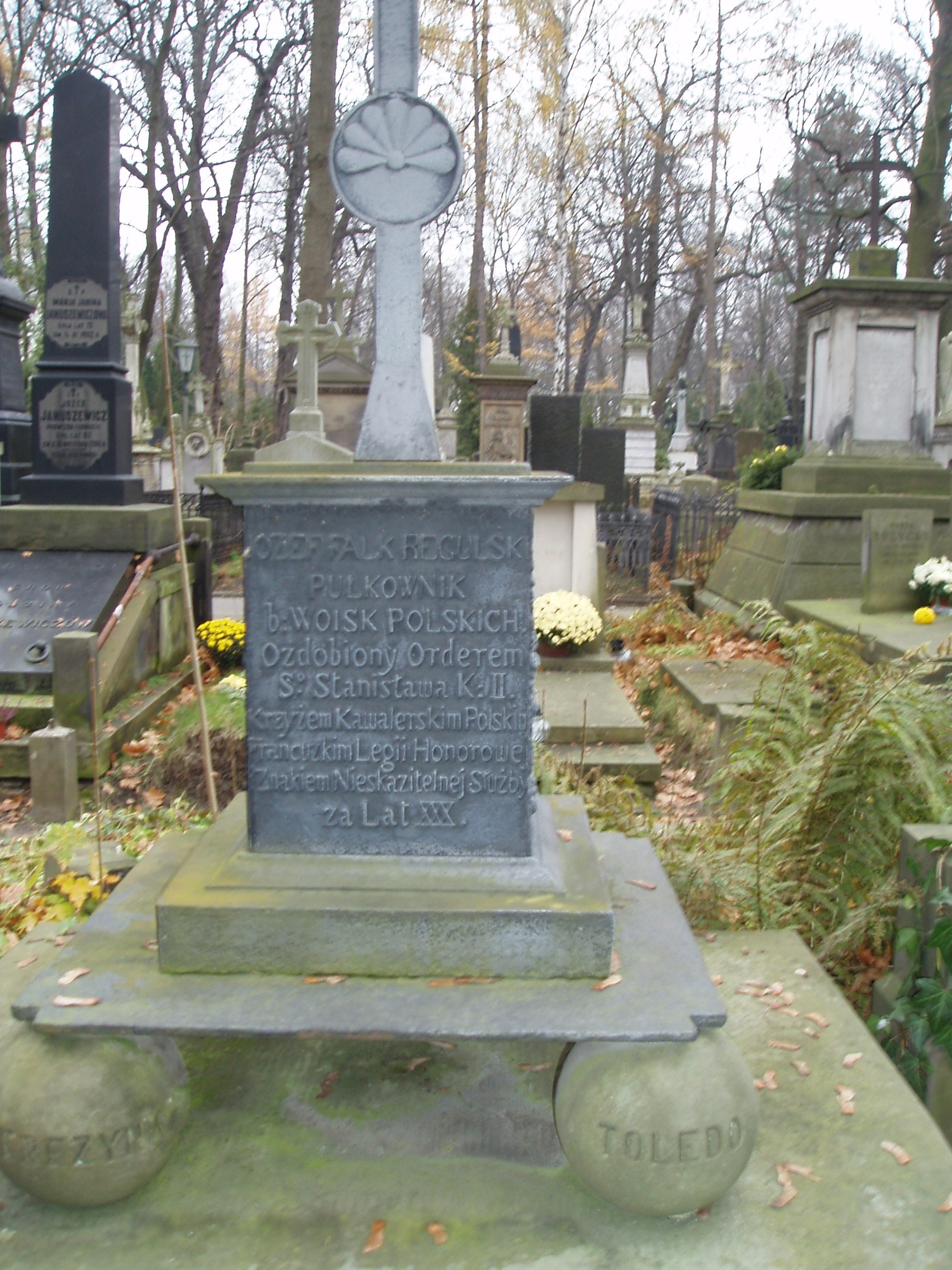
Nagrobek płk Falka-Regulskiego na Powązkach

Rodzina Regulskich (przydomek: Falk – nie przez wszystkich potomków rodu używany) to – według Konarskiego – prastary ród szlachecki z Mazowsza, wywodzący się od Wrszowców, który zanotowano w 1421 jako właścicieli wsi Reguły koło Warszawy (Konarski przypisuje im herb Rawicz, zaś Polski Słownik Biograficzny, zapewne błędnie, myląc ich z Ciołek-Regulskimi, herb Ciołek). W XVIII wieku ród był już zubożały i jego członkowie musieli pracować jako urzędnicy państwowi i zawodowi wojskowi. Ojciec Józefa – Feliks, żonaty z Anną z Górskich, był adwokatem przy sądach w Lublinie. Jego krewny Jan był nadwornym medalierem króla Stanisława Augusta.
Regulski uczęszczał do szkół w Krzemieńcu i Warszawie, następnie wstąpił w 1790 do wojsk koronnych. Brał udział w insurekcji kościuszkowskiej jako adiutant gen. Grochowskiego. W latach 1797–1805 był oficerem Legionów Dąbrowskiego i brał m.in. udział w bitwie pod Castelfranco. W latach 1807–1811 służył w stopniu pułkownika m.in. jako szef sztabu 2 Pułku Piechoty Legii Nadwiślańskiej i walczył w jego szeregach w Hiszpanii, m.in. w bitwie pod Toledo i dwóch oblężeniach Saragossy. Otrzymał w tych latach ordery Virtuti Militari i Legii Honorowej, a w roku 1812 (31 marca) – dziedziczny tytuł: "Kawaler Cesarstwa Francuskiego" (fr. Chevalier de l'Empire), zabezpieczony dożywotnią, roczną rentą w wysokości 2000 franków.
W 1812 Regulski brał pod rozkazami Murata udział w wojnie rosyjskiej Napoleona, w 1813 w bitwie pod Lipskiem, po której dostał się do niewoli austriackiej. Po powrocie do Polski w 1814 został mianowany (jako następca teścia, Wincentego Podczaskiego) komendantem Korpusu Kadetów w Kaliszu, przyznano mu także prawo noszenia tytułu: "Kawaler Państwa Francuskiego" z herbem Falk, zapewne odmiany herbu Rawicz (jednakże Pawliszczew podaje zupełnie inną postać herbu). Odznaczony Orderem Świętego Stanisława III klasy w  1819 roku i IV klasy w 1815 roku. W latach 1820–1824 Regulski został usunięty ze stanowiska komendanta K. K., ale pozostał w Kaliszu jako dyrektor nauk tej uczelni i pełniący przez rok 1820 obowiązki komendanta, gdyż nowy przełożony, gen. Józef Wasilewski, stanowiska nie objął. Regulski przeszedł w maju 1826 na emeryturę i osiedlił się w Warszawie. W 1830 roku został nagrodzony Znakiem Honorowym za 30 lat służby. 
Po wybuchu powstania listopadowego Falk-Regulski działał najpierw w komisji ustalającej m.in. sprawy lazaretu rosyjskiego, później w dziale zaopatrzenia i na koniec w sztabie gen. Krukowieckiego. Po upadku powstania złożył ponownie przysięgę wierności wobec cara.

### Rodzina
Józef Regulski był żonaty z Bibianną Podczaską, h. Rola, i miał z nią syna i dwie córki, urodzonych w Kaliszu. Jego czterej prawnukowie w linii męskiej: Józef (1886–1973), Bronisław (1886–1961), generał Wojska II RP i PSZ, Janusz (1887–1983), ekonomista i Tadeusz (1896–1971), ekonomista, organizator warszawskiej EKD, osiągnęli znaczące pozycje w II RP. Spośród jego praprawnuków wyróżnił się syn Janusza, prof. Jerzy Regulski (1924–2015).

### Coda
Pułkownik Regulski został pochowany na warszawskich Powązkach, jak podaje Szenic: "w ziemi bez pomnika", umieszczając jednocześnie jego mogiłę w Indeksie ustalonych grobów pod 16, IV. W tym samym grobowcu spoczywa wnuk Józefa Regulskiego – Juliusz (zm. 1924), ojciec Bronisława, Janusza, Józefa i Tadeusza.